# Zbigniew Szonert
Zbigniew Piotr Szonert (ur. 23 czerwca 1933 w Grodzisku Mazowieckim) – polski prawnik, ekonomista i urzędnik państwowy, doktor nauk prawnych, sędzia Sądu Najwyższego w stanie spoczynku, w latach 1995–2003 członek Państwowej Komisji Wyborczej.

## Życiorys
W 1951 ukończył szkołę średnią. W latach 1952—1955 studiował na Wydziale Finansów Szkoły Głównej Planowania i Statystyki, a w latach 1959—1965 na Wydziale Prawa Uniwersytetu Warszawskiego. W 1973 uzyskał stopień doktora nauk prawnych. Specjalizował się w zakresie prawa i postępowania administracyjnego, etyki prawniczej oraz zarządzania gospodarką terenową. W latach 1974–1977 zatrudniony w Zakładzie Podstawowych Problemów Prawnych Instytutu Organizacji i Kierowania PAN, prowadził też seminarium na Wydziale Zarządzania UW. Później został wykładowcą m.in. Kujawskiej Szkoły Wyższej we Włocławku i Kolegium Jagiellońskiego – Toruńskiej Szkoły Wyższej. Autor ponad 50 prac naukowych, m.in. monografii Administracja. Jej etyka i pragmatyka służbowa. 
W 1979 uzyskał wpis na listę radców prawnych, przez dwie kadencje (do 1992) pozostawał zastępcą dziekana Warszawskiej Okręgowej Izby Radców Prawnych w Warszawie i wykładowcą na szkoleniu zawodowym aplikantów. Był również biegłym sądowym z zakresu gospodarki komunalnej i drobnej wytwórczości. Pracował kolejno w Ministerstwie Szkolnictwa Wyższego (od 1955), organach administracji terenowej, Ministerstwie Gospodarki Komunalnej (1962–1966) i Komitecie Drobnej Wytwórczości (od 1966).
Od 1972 pracownik Ministerstwa Administracji, Gospodarki Terenowej i Ochrony Środowiska, pełnił tam kolejno funkcje: naczelnika wydziału organizacji zarządzania, wicedyrektora gabinetu ministra ds. orzecznictwa administracyjnego oraz wicedyrektora departamentu prawnego. Później zatrudniony w Biurze Projektów „Urbimex” (1980–1982) oraz jako szef Biura Prawnego SBM „Ursynów” (od 1982).
Od 1991 pozostawał arbitrem przy Krajowej Izbie Gospodarczej w Warszawie. W 1992 został sędzią Naczelnego Sądu Administracyjnego, później przeszedł w stan spoczynku. W latach 1995–2003 był członkiem Państwowej Komisji Wyborczej.

## Odznaczenia
W 2003 otrzymał Krzyż Komandorski Orderu Odrodzenia Polski.